# Provincia de San Juan (Cauca)
La provincia de San Juan fue una de las provincias del Estado Soberano del Cauca y del Departamento del Cauca (Colombia). Fue creada por medio de la ley 81 del 11 de octubre de 1859, a partir del territorio sur de la provincia del Chocó. Tuvo por cabecera a la ciudad de Nóvita. La provincia comprendía el territorio de las actuales regiones chocoanas del San Juan y Pacífico Sur.

## Geografía

### Límites
La provincia de San Juan en 1859 limitaba al este y sudoeste con las provincias de Buenaventura, Cali y Tuluá; por el sur y occidente el límite iba desde la boca más oriental del río San Juan por las playas del Pacífico hasta Cabo Corrientes; por el norte la cima de los montes que dividen las aguas de Buenaventura y Atrato hasta el istmo de San Pablo y de allí por las aguas del riachuelo de Raspadura hasta su confluencia con el de Cértegui y este aguas arriba hasta sus cabeceras; y de ellas atravesando por las de Pureto el río San Juan a la cordillera Occidental a tocar con los límites de Tuluá.

### División territorial
En 1876 la provincia comprendía los distritos de Nóvita (capital), Baudó, Cuéllar, San Pablo, Noánama, Sipí y Tadó.
En 1905 la provincia comprendía los distritos de Istmina (capital), Baudó, Condoto, Cuéllar, Nóvita, Sipí y Tadó.